# OR10S1
OR10S1 (англ. Olfactory receptor family 10 subfamily S member 1) – білок, який кодується однойменним геном, розташованим у людей на короткому плечі 11-ї хромосоми. Довжина поліпептидного ланцюга білка становить 331 амінокислот, а молекулярна маса — 36 501.
| 10         |  | 20         |  | 30         |  | 40         |  | 50         |
| ---------- |  | ---------- |  | ---------- |  | ---------- |  | ---------- |
| MTSRSVCEKM |  | TMTTENPNQT |  | VVSHFFLEGL |  | RYTAKHSSLF |  | FLLFLLIYSI |
| TVAGNLLILL |  | TVGSDSHLSL |  | PMYHFLGHLS |  | FLDACLSTVT |  | VPKVMAGLLT |
| LDGKVISFEG |  | CAVQLYCFHF |  | LASTECFLYT |  | VMAYDRYLAI |  | CQPLHYPVAM |
| NRRMCAEMAG |  | ITWAIGATHA |  | AIHTSLTFRL |  | LYCGPCHIAY |  | FFCDIPPVLK |
| LACTDTTINE |  | LVMLASIGIV |  | AAGCLILIVI |  | SYIFIVAAVL |  | RIRTAQGRQR |
| AFSPCTAQLT |  | GVLLYYVPPV |  | CIYLQPRSSE |  | AGAGAPAVFY |  | TIVTPMLNPF |
| IYTLRNKEVK |  | HALQRLLCSS |  | FRESTAGSPP |  | P          |  |            |

A: Аланін

C: Цистеїн

D: Аспарагінова кислота

E: Глутамінова кислота

F: Фенілаланін

G: Гліцин

H: Гістидин

I: Ізолейцин

K: Лізин

L: Лейцин

M: Метіонін

N: Аспарагін

P: Пролін

Q: Глутамін

R: Аргінін

S: Серин

T: Треонін

V: Валін

W: Триптофан

Кодований геном білок за функціями належить до рецепторів, g-білокспряжених рецепторів, білків внутрішньоклітинного сигналінгу. 
Локалізований у клітинній мембрані, мембрані.